# The Swan

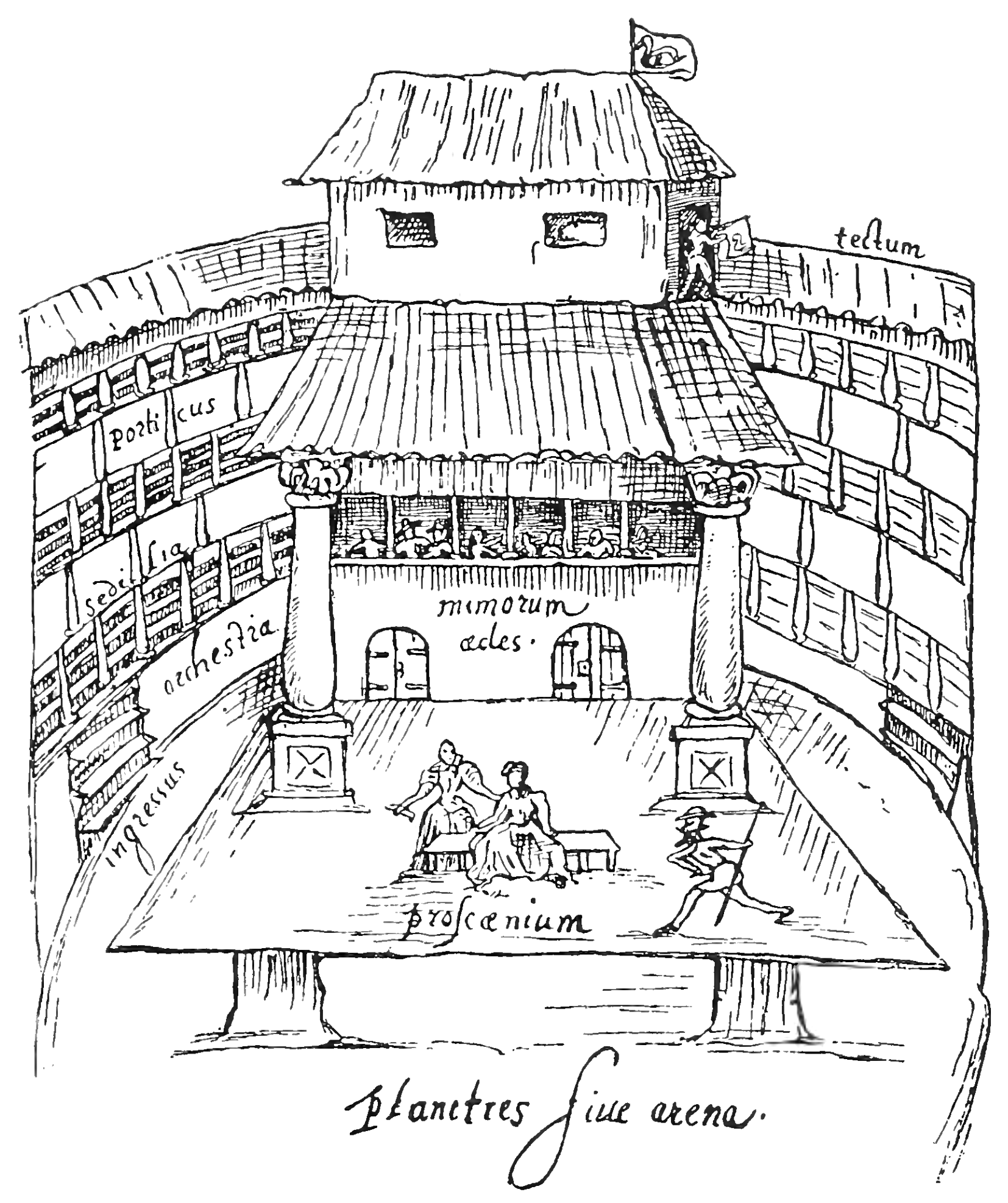
Szkic z 1596 roku ilustrujący przedstawienie na deskach The Swan

The Swan (pl. łabędź) – teatr położony w Londynie, zbudowany między 1594 a 1596 rokiem, podczas początku kariery Williama Shakespeare’a. Był czwartym dużym teatrem w tym mieście, po The Theatre (1576), Curtain (1577), i Rose Theatre (1587-8).
The Swan był położony w północno-zachodniej części posiadłości Francisa Langleya Paris Garden, na zachód od dworu. Langley wybudował go w latach 90. XVI wieku. Johannes De Witt, Holender, który odwiedził Londyn ok. 1596 roku, pozostawił opis teatru w jego Observationes Londiniensis. Po przetłumaczeniu z łaciny, tekst opisu głosi, iż Swan to „najwspanialszy i największy z londyńskich teatrów”, na jego widowni zaś zasiąść mogło 3000 widzów. Jego drewniane kolumny wspierające były tak pomalowane, że „sprawiłyby, że nawet najbardziej czuły obserwator mógłby pomyśleć, że są wykonane z marmuru”.
W 1597 roku The Swan był siedzibą grupy aktorskiej Pembroke’s Men, którzy wystawiali tam m.in. sztukę Bena Jonsona pt. The Isle of Dogs. Ta wywołała niepokoje społeczne, co zaś doprowadziło do wydania królewskiego rozkazu zaprzestania wystawiania wszelkich sztuk. Być może zakaz ten dotyczył samego Langleya, gdyż innym grupom, takim jak Trupa Lorda Szambelana, zezwolono na powrót na scenę.
Ze względu na fakt, iż miasto było zainteresowane redukcją liczby grup aktorskich w mieście, a także ze względu na zwiększającą się liczbę dużych, otwartych obiektów w mieście The Swan tylko przez krótki okres wystawiał sztuki teatralne. Został rozebrany w 1632 roku.